# Los Corralitos
Los Corralitos (o Villa Los Corralitos) es una localidad ubicada en el departamento Guaymallén de la provincia de Mendoza, Argentina.
Limita al norte con calle Buena Nueva, Buenos Vecinos, Lillo, Milagros, y Ferrari, al este canal Tulumaya, al sur Paladini, y Godoy Cruz, y al oeste con el ferrocarril General Belgrano. Su superficie de 26.31 km². El Carril a Lavalle y Severo del Castillo son arterias de circulación rápida de vinculación interdepartamental. El distrito posee una importante red vial compuesta por arterias primarias: Milagros, Infanta Isabel, Godoy Cruz. Son arterias secundarias: Milagros, Durán, San Juan y Ferrari.
En el centro del pueblo, sobre la calle 25 de mayo, más conocida como Ruta 20, se encuentra la comisaría, la sala de primeros auxilios y el Centro Cultural. El distrito tiene un polideportivo, donde se pueden realizar diversas actividades: está equipado con canchas de pádel, fútbol y una cancha cerrada donde se puede practicar hockey, vóley o tenis. También cuenta con un centro de jubilados y un jardín maternal. En el año 2013, se inauguró el Estadio Único Los Corralitos, equipado con canchas de césped sintético.
Los pueblos vecinos más cercanos incluyen Rodeo de la Cruz, La Primavera, Puente de Hierro, Colonia Segovia y otros. Puente de Hierro perteneció a Los Corralitos hasta el año 1996, año en el cual se lo separa y se lo nombra distrito.

## Toponimia
Era una zona cenagosa de pastos naturales donde se mezclaban las haciendas con sus crías. Para separarlas fueron construyendo pequeños corrales. La gran cantidad de estos dio el nombre de “Los Corralitos”, desde donde una vez separada la hacienda se trasladaba a los distintos rodeos.
También se dice que muchos animales usados en el Cruce de Los Andes fueron mantenidos en ese lugar antes de realizar el intrépido recorrido.

## Geografía

### Población
Cuenta con 1044 habitantes (Indec, 2001), lo que representa un incremento del 49% frente a los 701 habitantes (Indec, 1991). La densidad poblacional es de 294 hab/km².
La mayoría de sus pobladores son trabajadores de la industria agrícola. Este pueblo tiene también una gran cantidad de estudiantes cuyas familias trabajan en el área comercial, en los colegios y en las fábricas de la zona. 

### Sismicidad
La sismicidad del área de Cuyo (centro oeste de Argentina) es frecuente y de intensidad muy alta, con un silencio sísmico de terremotos medios a graves cada 20 años.
- Sismo de 1861: aunque dicha actividad geológica catastrófica ocurre desde épocas prehistóricas, el terremoto del 20 de marzo de 1861 (164 años), con 12 000 muertes,[2] señaló un hito importante dentro de la historia de eventos sísmicos argentinos ya que fue el más fuerte registrado y documentado en el país. A partir del mismo los sucesivos gobiernos mendocinos y municipales han ido extremando cuidados y restringiendo los códigos de construcción.[1] Con el terremoto de San Juan del 15 de enero de 1944 (81 años) los gobiernos tomaron estado de la enorme gravedad crónica de sismos de la región.
- Sismo de 1920: de 6,8 de intensidad, destruyó parte de sus edificaciones y abrió numerosas grietas en la zona. Hubo 250 muertes por destrucción de casas de adobe[2][1]
- Sismo del sur de Mendoza de 1929: muy grave, y al no haber desarrollado ninguna medida preventiva, a pesar de haber transcurrido solo nueve años del anterior, mató a 30 habitantes por la caída de casas de adobe[1]
- Sismo de 1985: fue otro episodio grave,[3] de 9 s de duración, derrumbando el viejo Hospital del Carmen de Godoy Cruz.

## Educación
Corralitos cuenta con 4 colegios:
- Escuela primaria 1-200 "Pedro Nolasco Ortiz"
- Escuela primaria 1-149 "Dr Abraham Lemos"
- Escuela secundaria 4-025 "Los Corralitos" (con dos orientaciones, técnica agrario con orientación en enología y humanidades o pedagógica con orientación en educación)
- Centro Educativo Dios Padre, este último cuenta con educación primaria, educación secundaria y terciaria.

## Economía
El distrito se encuentra en área rural y sus actividades están relacionadas con el cultivo de ajos, hortalizas. 
Además cuenta con varias agro-industrias abocadas a la elaboración de productos alimentarios. 
Actualmente, grandes extensiones dedicadas al agro se han convertido en loteos privados perdiendo poco a poco panorama de tierra cultivada.

## Parroquias de la Iglesia católica en Los Corralitos
| Arquidiócesis | Mendoza |
| ------------- | ------- |
| Parroquia     | [ 4 ]   |